# يوسا
بلدية يوسا (بالكاتالانية: Lluçà) هي إحدى بلديات مقاطعة برشلونة، والتي تقع في منطقة كاتالونيا، شرق إسبانيا.
يبلغ عدد سكانها 252 نسمة وفقاً لإحصائية سنة (2007).